# Super Mario Advance 4: Super Mario Bros. 3
Super Mario Advance 4: Super Mario Bros. 3 is een spel voor de Game Boy Advance werd gelanceerd in 2004. Het is het vervolg op Yoshi's Island: Super Mario Advance 3 op de Game Boy Advance. Het spel is een remake van het originele Super Mario Bros. 3.